# 市场街 (伯尔尼)

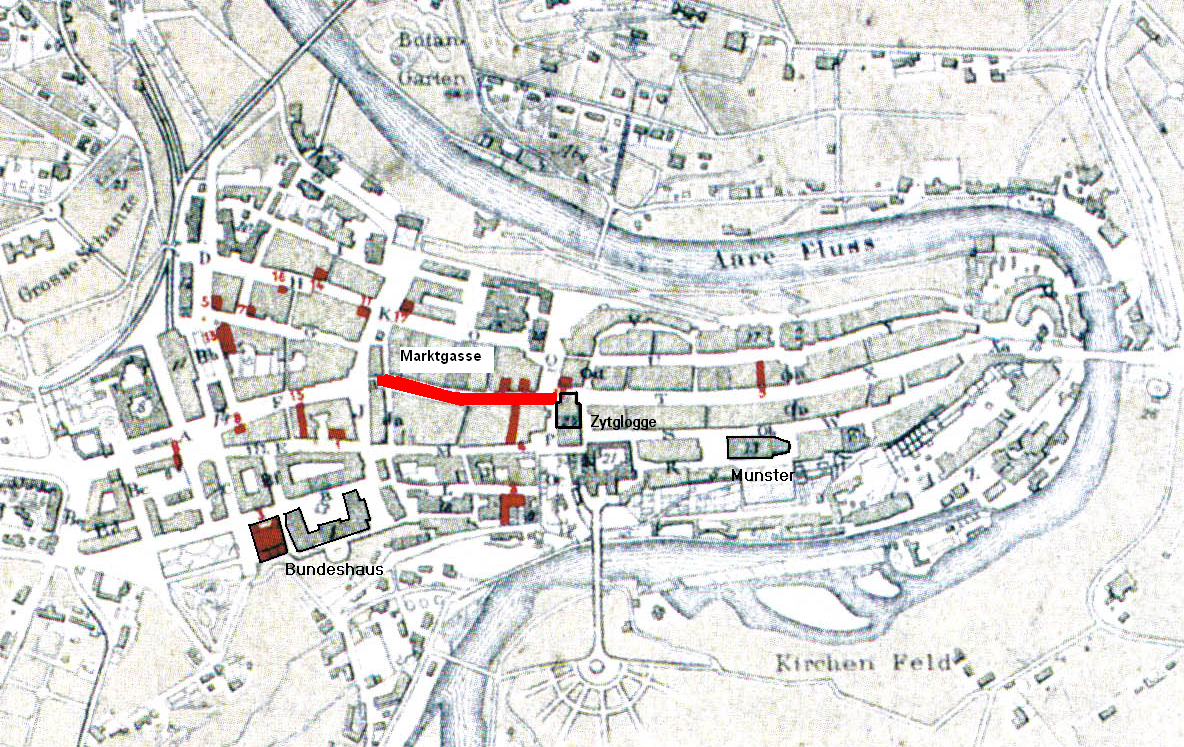

市场街（Marktgasse）是瑞士伯尔尼的市中心，即中世纪老城的主要街道之一，长300米。它是1255年至1260年伯尔尼老城第二次扩张期间所建的伯尔尼内新城（Innere Neustadt）的一部分。它西起介于孤儿院广场（Waisenhausplatz）和熊广场（Bärenplatz）之间的狱塔Käfigturm，东到介于粮仓广场（Kornhausplatz）和剧院广场（Theaterplatz）之间的时钟塔（Zytglogge）。它是世界遗产项目伯尔尼老城的一部分。

## 历史

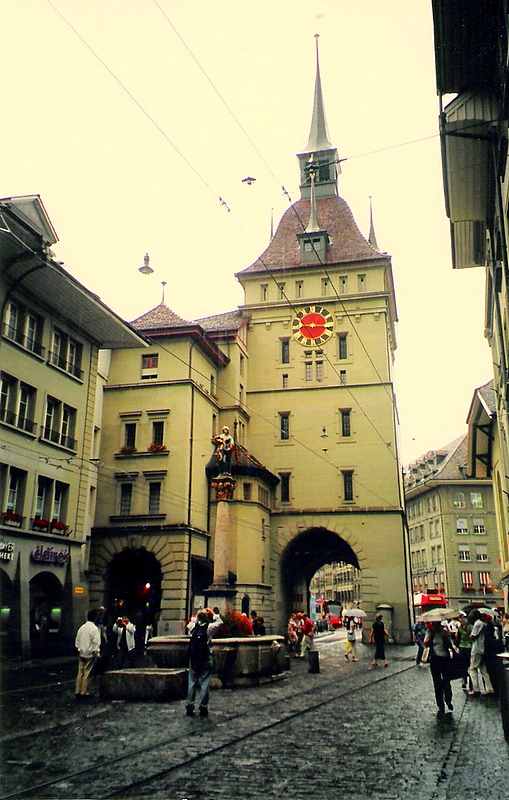
市场街西端的狱塔

市场街第一次见于文献记载是在1286年，称为nova civitas bernensis。修筑第三道城墙后，这条街称为内新城。直到19世纪初缩短，这条街被非正式地称为新城Neuenstadt。Wybermärit（märit在瑞士德语中意为市场）这个名称出现于18世纪。1798年正式简称为市场街，但直到20世纪初才普遍使用。